# Anabell López
Anabell López Domínguez (La Habana, 23 de octubre de 1963) es una cantante cubana, hermana por parte materna del cantautor Silvio Rodríguez.
En 1982 gana el Primer Premio de Interpretación en el Concurso de Música más importante de la radio y la televisión Cubana Adolfo Guzmán.

## Discografía
- Anabell, 1982
- En el jardín de la noche, 1984
- Avenida Anabell, 1988
- Mala virtud, 1990
- Gente Transparente, 1992
- Milagros, 1997
- Seguiré Esperándote, 2000
- Yo te invito a caminar conmigo, 2002
- Sigo Aquí, 2009
- Con un poco de amor, 2022

## Colaboraciones, compilaciones y colectivos
- Para germinar
- Rabo de nube (Silvio Rodríguez)
- Tríptico (Silvio Rodríguez)
- Domínguez (Silvio Rodríguez)
- Expedición (Silvio Rodríguez)
- Trovador (Amaury Pérez)
- Carta de Provincia (Lázaro García)
- Árboles (Roy Brown)
- Escaramujo (UNICEF)
- Canciones del buen amor (José María Vitier)
- Todos Estrellas (NG La Banda)
- Homenaje a Benny Moré (NG La Banda)
- Mírame (Sara González)
- Sobre espacios (Alejandro Valdés)
- Gracias a la Vida
- Homenaje a Sindo Garay
- Sin Julieta (Santiago Feliú)
- Vamos todos a cantar (Homenaje a Teresita Fernández)
- Las más famosas de Cuba
- Teresita Fernández en nosotros
- 37 Canciones de Noel Nicola
- Azules  de Heidi Igualada

## Bandas sonoras de cine y telenovelas
- Cabinda (Cuba)
- Fotos del alma (Director argentino Diego Musiak)
- La elegida (Colombia) • Entre mamparas (Cuba)
- La Atenea está en San Miguel (Cuba)
- Esta mañana (Tema de la Revista informativa de la TV cubana)